# Космея
Ко́смос, або косме́я (Cosmos) — рід однорічних та багаторічних рослин родини айстрових, що налічує близько 40 видів. Представники роду поширені в Північній та Південній Америці. Це витончені рослини з білими, рожевими, червоними, пурпуровими квітами. Декілька видів поширені по всьому світу як декоративні садові рослини. Типовим видом є космея звичайна (Cosmos bipinnatus).

## Поширення та походження
Рід походить з тропічних та субтропічних регіонів Південної та Північної Америки. Найбільше видове різноманіття спостерігається у Мексиці.
Найбільш відомі в культурі види:
- Cosmos bipinnatus Cav.
- Cosmos sulphureus Cav.

## Вирощування
Космея — невибаглива, світлолюбна та холодостійка рослина, розмножується насінням. Добре росте на пухких, садових, не надто удобрених ґрунтах. Дає самосів після одноразового посіву, при цьому декоративна якість квітів не знижується.
Для раннього цвітіння висаджують у теплицях у березні-квітні, у відкритий ґрунт висаджують у квітні. При посіві насіння садять на відстані 35-40 см один від одного. Рослина добре переносить пересадку.
Як невибаглива рослина космея широко застосовується як декоративна рослина для оформлення клумб та садів, а також як матеріал для складання букетів.

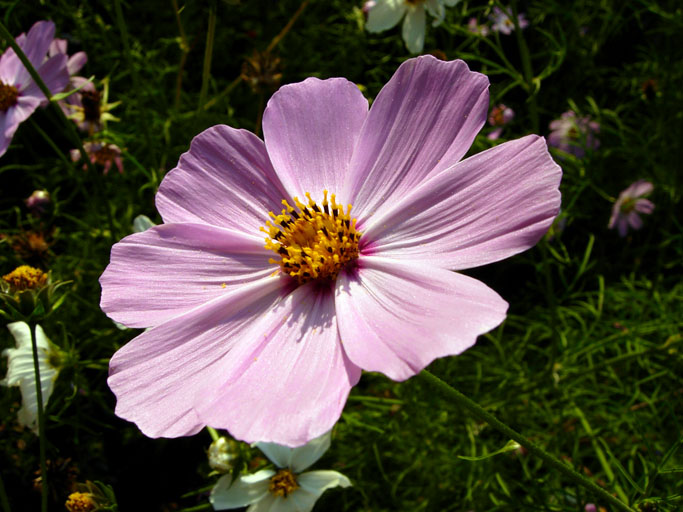
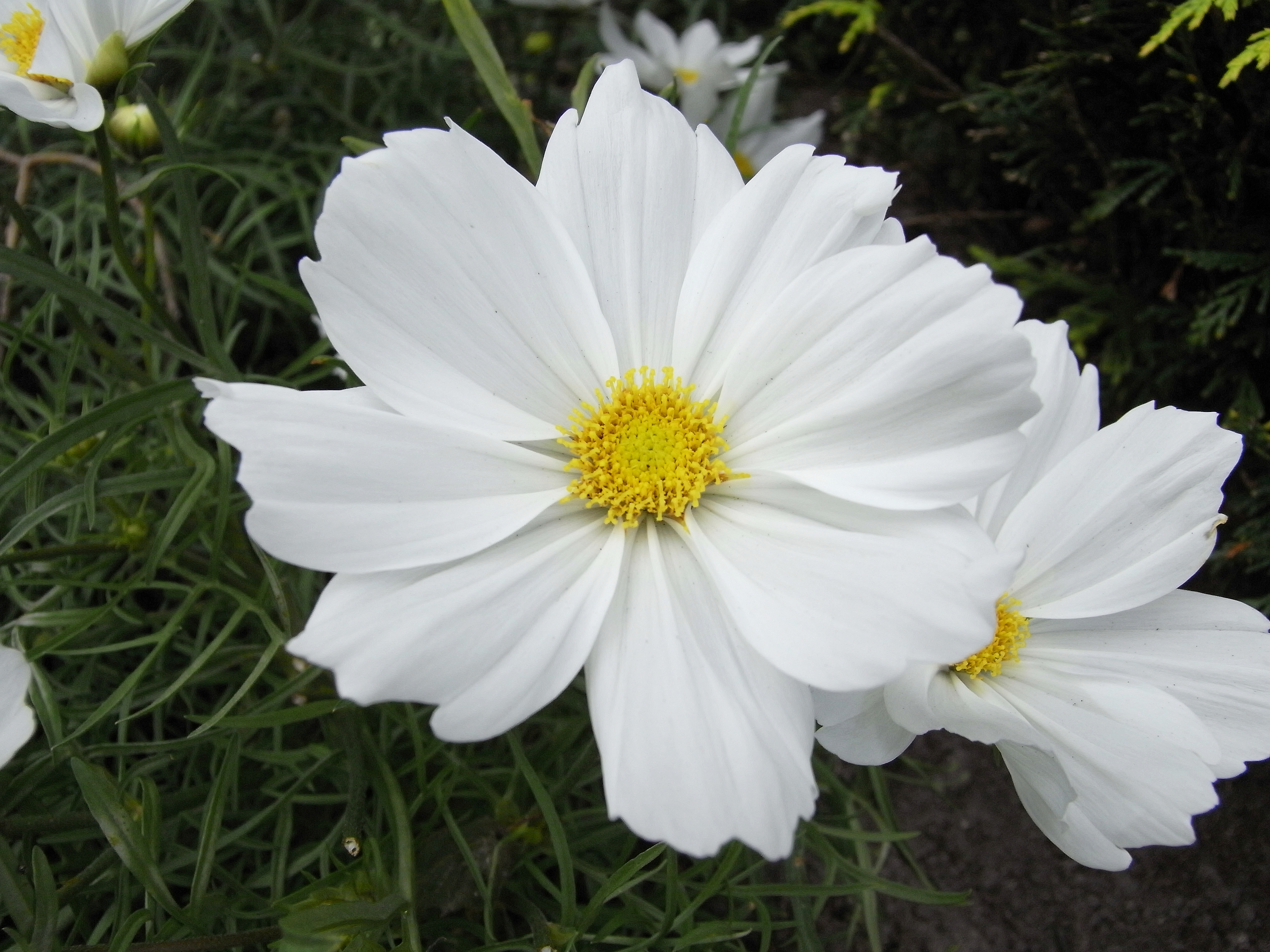
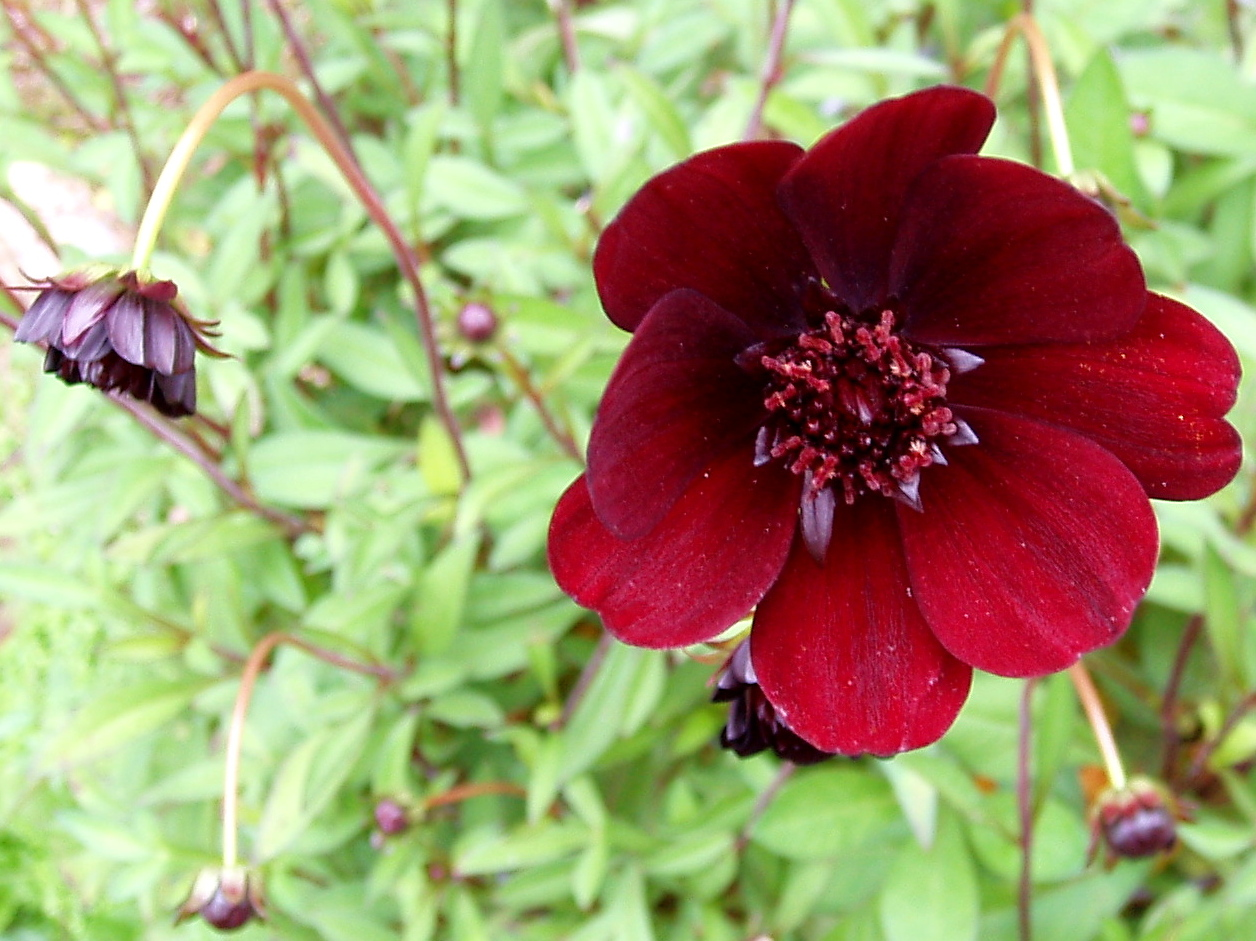
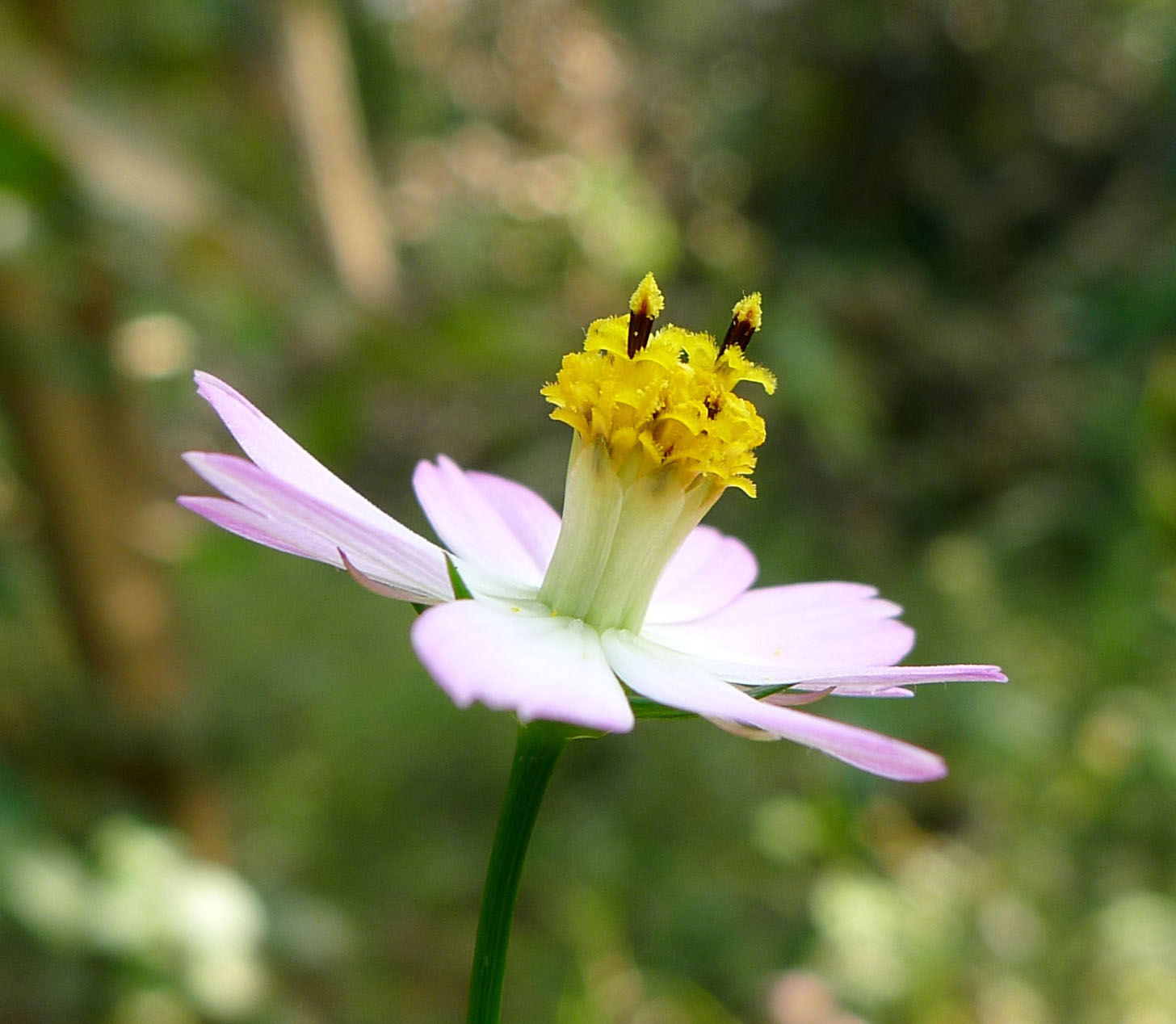

## Види

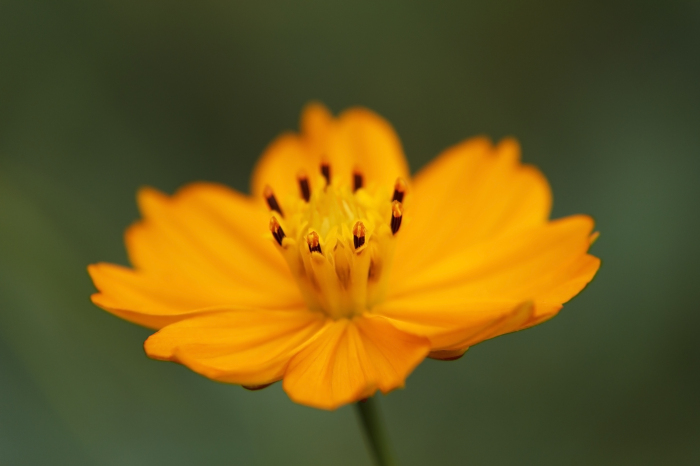
Cosmos sulphureus

- Cosmos atrosanguineus (Hook.) Voss
- Cosmos bipinnatus Cav.
- Cosmos carvifolius Benth.
- Cosmos caudatus Kunth
- Cosmos concolor Sherff
- Cosmos crithmifolius Kunth
- Cosmos dahlioides
- Cosmos deficiens (Sherff) Melchert
- Cosmos herzogii Sherff
- Cosmos intercedens Sherff
- Cosmos jaliscensis Sherff
- Cosmos juxtlahuacensis Panero & Villaseñor
- Cosmos landii Sherff
- Cosmos linearifolius (Sch.Bip.) Hemsl.
- Cosmos longipetiolatus Melchert
- Cosmos mattfeldii Sherff
- Cosmos mcvaughii Sherff
- Cosmos microcephalus Sherff
- Cosmos modestus Sherff
- Cosmos montanus Sherff
- Cosmos nelsonii B.L.Rob. & Fernald
- Cosmos nitidus Paray
- Cosmos ochroleucoflorus Melchert
- Cosmos pacificus Melchert
- Cosmos palmeri B.L.Rob.
- Cosmos parviflorus (Jacq.) Pers.
- Cosmos peucedanifolius Wedd.
- Cosmos pringlei B.L.Rob. & Fernald
- Cosmos purpurens Sherff
- Cosmos purpureus (DC.) Benth. & Hook.f. ex Hemsl.
- Cosmos scabiosoides Kunth
- Cosmos schaffneri Sherff
- Cosmos sessilis Sherff
- Cosmos sherffii Melchert
- Cosmos steenisiae Veldkamp
- Cosmos sulphureus Cav.